# Třepenitka svazčitá
Třepenitka svazčitá (Hypholoma fasciculare) je jedovatá houba. Již její silná hořkost varuje před konzumací (sběrem).

## Popis
- Klobouk: sírově žlutý až cihlově oranžový, holý, okraj je mírně lemovaný zbytky oponky
- Dužnina: v celé plodnici sytě sírově žlutá
- Lupeny: vždy se zelenavě žlutými tóny, v mládí téměř sírově žluté, později tmavě zelenavě hnědé
- Třeň: sírově žlutý, báze mírně tmavší se slabým vláknitým oponkovým pásem

## Výskyt
Roste hojně od května až do prosince v trsech na tlejícím dřevě (většinou pařezech) listnáčů i jehličnanů, často zdánlivě ze země.

## Možné záměny
Pozná se hlavně podle barvy lupenů a hladkého klobouku bez vloček, v případě pochybnosti podle silné hořkosti. Rovněž hořce chutná třepenitka cihlová (H. sublateritium), která má na klobouku zelenožluté vločky (zbytky plachetky). Možná je též záměna s jedlou třepenitkou makovou (H. capnoides), která má příjemnou chuť a nikdy zelenožlutý nádech lupenů a roste pouze na dřevě jehličnanů.
Dlouhou dobu se mělo za to, že třepenitka svazčitá je pouze nejedlá vzhledem ke své hořkosti. Bylo však zjištěno, že obsahuje jedovaté látky. Tato houba však není pro houbaře velkým nebezpečím, neboť vzhledem ke své hořkosti ji pravděpodobně nebude nikdo konzumovat.